# Växjö
Växjö er hovedby i Växjö kommune, residensby i Kronobergs län, stiftsby i Växjö stift, og ligger i Småland, Sverige. Byen er Smålands næststørste efter Jönköping.
Växjö er omgivet af søer. Nord for byen ligger den store Helgasjön, i nordøst Toftasjön, i sydvest Norra Bergundasjön og Södra Bergundasjön, og mere centralt Växjösjön og Trummen.

## Historie
Växjö har sin oprindelse i markedspladsen i det gamle "småland" Värend ved søen, hvor vejene mødtes ("vägsjö"). Ifølge Siegfridslegenden kom den engelske missionær Sigfrid som den første kristne budbringer til Sverige og fik i Växjö opført Sveriges første biskopkirke. Dette sagn var medvirkende til, at Växjö i 1170 blev biskopsæde, og at byen tiltrak pilgrimme.
Byen fik sit stadsprivilegium (købstadsprivilegium) den 13. februar 1342 af kong Magnus Eriksson. Man ved, at der allerede i 1000-tallet lå en bebyggelse på stedet, mens der formentlig ikke var tale om en by i juridisk og administrativ forstand.
På grund af den nære beliggenhed ved den gamle grænse mod Danmark har Växjö ofte været udsat for danske hærgninger, bl.a. i årene 1276, 1570 og 1612. Men beliggenheden gav også byen en vigtig rolle i grænsehandlen.
Byen er brændt flere gange, i 1799, 1838 og 1843. Efter den seneste brand opstod et af Nordens mest komplette bymiljøer i empirestil, som dog blev ændret i forbindelse med 1960'ernes og 1970'ernes nedrivninger.

## Transport
Växjö er Smålands trafikknudepunkt da flere veje går forbi her.
Riksväg 23, riksväg 25 og riksväg 27 går uden om Växjö som motortrafikvej mod Malmö og Oskarshamn. Det er den mest trafikerede vej i Växjö; vejen tilsluttes senere til en motorvej, riksväg 30, som går mod Växjö centrum og mod Göteborg, Stockholm og Jönköping.
Fra byens banegård er der forbindelse til større svenske byer med tog foruden til hovedstaden Stockholm, ligesom der går tog mod København.
Växjö har en lufthavn, der ligger i udkanten af byen på den anden side af Helgasjön; Växjö Airport, eller 'Smaland Airport' som den også kaldes. Fra lufthavnen er der forbindelse til større svenske byer og enkelte internationale afgange til byer i Europa.